# S40 Racing
S40 Racing es un videojuego de carreras freeware desarrollado y publicado por Digital Illusions CE (DICE) lanzado en octubre de 1997 para Microsoft Windows. El juego se creó como parte de la promoción de Volvo y su S40 y, durante el otoño de 1997, se mostró en todas las grandes exposiciones y salones del automóvil. Solo tiene un auto seleccionable y dos pistas para correr, una de las cuales es la pista de carreras de Nolby Hills.
Se basa en el mismo código de software que Motorhead. Todo el juego se completó en menos de cuarenta y cinco días. El juego vendió dieciséis mil copias a través de los concesionarios de Volvo en toda Suecia.

## Jugabilidad
S40 Racing permite conducir el S40 en dos recorridos contra la oposición de la IA o con amigos a través de una LAN. Hay dos modos de juego disponibles, una carrera estándar en la que se compite contra siete oponentes y un ataque contrarreloj en el que se tiene el circuito de carreras para el jugador. Para cada carrera, se puede configurar si se desea transmisión manual o no, y cuántas vueltas debe dar la carrera, de una a veinte. La jugabilidad es similar a la serie TOCA, aunque no se enfoca tanto en el realismo como esos juegos.